# Steen Christiansen (musiker)
 For alternative betydninger, se Steen Christiansen. (Se også artikler, som begynder med Steen Christiansen)
Steen Christiansen (født 4. april 1951, død 29. oktober 2019) var en dansk komponist og musiker.
Steen Christiansen komponerede størstedelen af Dodo And The Dodos' sange, bl.a. Sømand Af Verden, Pigen Med Det Røde Hår, Hvis Det Bli'r, Vi Gør Det Vi Ka' Li, Vågner I Natten, Gi' Mig Hva' Du Har, Penge, Lev Livet, For Første Gang, Alene m.fl..
Ud over at være guitarist og komponist i Dodo And The Dodos, komponerede han også reklamejingles, trailers og underlægningsmusik til film og TV.
Steen Christiansen blev 68 år. Han døde efter at have været syg i en længere periode. Steen Christiansen var en del af det populære danske band i mere end 30 år.